# NGC 1670
NGC 1670 é uma galáxia lenticular (S0) localizada na direcção da constelação de Orion. Possui uma declinação de -02° 45' 36" e uma ascensão recta de 4 horas, 49 minutos e 42,6 segundos.
A galáxia NGC 1670 foi descoberta em 1 de Fevereiro de 1786 por William Herschel.